# Драхньовице
Драхньовице (на чешки: Drahňovice) е село и община в Чехия, Средночешки край, окръг Бенешов. Според Чешката статистическа служба през 2015 г. общината има 91 жители.